# 张跃 (企业家)
张跃（1960年—）是一名中国企业家，远大集团创始人。

## 生平
1978年就读于郴州师范专科学校美术专业，毕业后任美术教师和图书管理员多年。1984年辞职下海，1988年与其弟弟张剑一起成功研制出中国第一台无压热水锅炉，并获得专利。1992年开发成功中国第一台直燃式大型中央空调，同年在长沙创办远大空调有限责任公司。1997年，张跃考取了中国大陆第一份直升机私人驾照，同年购买了一架塞斯纳飞行器公司的商务喷射机和一架贝尔206直升机，成为中国首位拥有私人飞机和直升机的企业家。2002年被评为中国十大民营企业家，2003年被评为中国10位最有价值的卓越商业领袖。
远大集团旗下有名的建筑是位于湖南长沙， 6天完工的“新方舟宾馆”，整体搭建使用了46个小时，装修用时90个小时，使用了“模块化建筑技术”，号称抗震能力达9级。